# 黄陂駅
黄陂駅（こうひえき）は、中華人民共和国広東省広州市黄埔区広汕二路黄陂新村の西に位置する広州地下鉄6号線の駅である。

## 歴史
- 2016年12月28日: 6号線の駅として開業[1]。

## 隣の駅
広州地下鉄
■6号線
高塘石駅 - 黄陂駅 - 金峰駅